# Solange Bied-Charreton
Pour les articles homonymes, voir Bied, Charreton et Albertine.
Solange Bied-Charreton (prononcé [soːlɑ̃ʒ biɛ-ʃartɔ̃] ), née le 16 avril 1982, est une romancière et journaliste française. Elle a utilisé les pseudonymes Hussard 82 et Albertine.

## Biographie

### Origines et jeunesse
Fille d'Antoine Bied-Charreton, Solange-Roselyne-Marie Bied-Charreton naît le 16 avril 1982 dans le 15e arrondissement de Paris,. « Catholique de culture », elle se dit issue d'un « milieu privilégié » et « bourgeois ».

### Formation et débuts professionnels
Après une hypokhâgne et une khâgne au lycée Victor-Duruy (2000-2002), elle étudie à l'université Paris-Sorbonne, dont elle sort diplômée d'études approfondies (2005), et certifiée (2006) de lettres modernes.
Elle exerce d'abord les professions d'enseignante de français au lycée Fénelon (un an durant), vendeuse de vêtements, préceptrice d'un prince d'Arabie saoudite, responsable de la communication éditoriale d'une agence digitale, Kernix, puis attachée de presse aux éditions du CNRS, et gérante de leur site.

### Carrière littéraire
Elle tient d'abord un blog littéraire « pendant cinq ans », de 2003 à 2008, qu'elle « alimente beaucoup », qui la « fait connaître » et lui fait rencontrer Jérôme Leroy et Thierry Marignac.

#### Enjoy
Remarquée par Jean-Marc Roberts, elle fait paraître son premier roman, Enjoy, en 2012,,,,,. Il est sélectionné pour le prix Goncourt du premier roman, qui est finalement attribué à François Garde pour Ce qu'il advint du sauvage blanc.
Enjoy est un roman d'apprentissage qui met en scène un jeune homme aux prises avec un réseau social aux normes dictatoriales. À la croisée du réalisme et de l'anticipation, Enjoy entend dénoncer les travers du tout numérique, du voyeurisme et de l'exhibitionnisme contemporain. À cet égard, Solange Bied-Charreton niera qu'il s'agisse d'un « roman branché ». Pour Laëtitia Giorgino, on « retrouve dans ce roman les deux caractéristiques de la mimesis » : l'« imitation » et la « mémoire ».

#### Nous sommes jeunes et fiers
En 2014, elle publie un second roman, Nous sommes jeunes et fiers,,,,,,.
Ce roman, qu'on peut considérer comme un hommage aux Choses de Georges Perec, met en scène deux personnages à la psychologie volontairement peu développée, qui reflètent leur époque et incarnent tous les clichés qu'elle charrie. On pense aussi au Dictionnaire des idées reçues de Gustave Flaubert.

#### Les Visages pâles
En 2016, Solange Bied-Charreton est à nouveau publiée aux Éditions Stock avec Les Visages pâles.
En 2019, le roman est réédité en collection Le Livre de poche.

### Presse
Solange Bied-Charreton collabore à plusieurs organes de presse, notamment Libération, Causeur, Panorama, Le Point et Le Figaro. Elle a tenu un feuilleton dans Philitt.
En mars 2013, elle écrit une tribune remarquée dans Le Monde, intitulée « Je veux un pape ringard ! »,.
En janvier 2016, elle devient rédacteur en chef adjoint de Valeurs actuelles, avec la charge du service Société, rédaction qu'elle quitte à la rentrée 2020, pour se consacrer à l'écriture, ainsi qu'à l'édition et au journalisme de manière indépendante. Elle collabore notamment à Marianne,.
En mai de la même année, Le Point la définit comme l'un des « enfants de Finkielkraut » et une « houellebecquienne » — dernière comparaison qu'elle qualifie de « drôle mais arbitraire ».

### Télévision
Le 27 août 2020, Solange Bied-Charreton rejoint l'équipe de Maxime Switek sur BFM TV entre 22h00 et minuit, du lundi au jeudi, dans une nouvelle émission intitulée 22h Max, en tant qu'éditorialiste politique, où elle sera présente en alternance avec Nora Hamadi, Isabelle Saporta et Géraldine Woessner .

## Œuvres
- Enjoy : roman, Paris, Stock, coll. « La Bleue », 2011, 237 p. (ISBN 978-2-234-07108-7, présentation en ligne)  — traduit en allemand et en tchèque.
- Nous sommes jeunes et fiers : roman, Paris, Stock, coll. « La Bleue », 2013, 236 p. (ISBN 978-2-234-07489-7, présentation en ligne).
- Les Visages pâles, Paris, Stock, coll. « La Bleue », 2016, 392 p. (ISBN 978-2-234-07811-6, présentation en ligne).
- L'acceptation, Stock, 2023, 308 p. (voir interview donnée à Lire Magazine en mars 2023).